# فیلیپ بیکر هال
فیلیپ بیکر هال (انگلیسی: Philip Baker Hall؛ زادهٔ ۱۰ سپتامبر ۱۹۳۱ – درگذشتهٔ ۱۲ ژوئن ۲۰۲۲) یک هنرپیشه اهل ایالات متحده آمریکا بود. وی از سال ۱۹۶۰ تا ۲۰۲۱ میلادی مشغول فعالیت بود.
از فیلم‌هایی که وی در آن نقش داشته‌است می‌توان به آرگو، بروس قدرتمند، نمایش ترومن، صخره، زودیاک، داگویل، نفوذی، ساعت شلوغی ۳، مگنولیا، پنگوئن‌های آقای پاپر، چشم در برابر چشم، مردمی شبیه ما، ۵۰/۵۰، گریز نیمه‌شب و به همین خیال باش!، مقررات درگیری، یک جمع خوب، هشت سخت، تو منو کشتی، بازی آرام نقش، مستأجر، ارواح گمشده، گهواره خواهد جنبید، آخرین حرف، مجموعه تلویزیونی، بگذار شیطان سیاه بپوشد، مرا بزن، زودیاک و یک قدم تا جهنم اشاره کرد.
هال در تلویزیون به خاطر کارهای پربارش شناخته می‌شود. کارهای اولیه تلویزیونی او شامل سریال مش، قتل، او نوشت و به سلامتی است. یکی از به یاد ماندنی‌ترین نقش‌های تلویزیونی او در نقش ستوان جو بوکمن در سریال ساینفلد بود. او نقش‌های تکراری در سریال تمرین، بال غرب، زیاد ذوق‌زده نشو، خانواده امروزی و بوجک هورسمن ایفا کرد.

## زندگی شخصی و مرگ
هال دو دختر به نام‌های پاتریشیا و دارسی از همسر اولش مری الا هولست داشت. او بعداً با هالی ولفل ازدواج کرد و از او صاحب دو دختر به نام‌های آدلا و آنا شد.
هال در ۱۲ ژوئن ۲۰۲۲ بر اثر آمفیزم در خانه خود در گلندیل (کالیفرنیا) درگذشت.